# 주먹이 운다
주먹이 운다는 2005년에 개봉한 대한민국의 영화이다.

## 줄거리
전직 복싱 스타였던 강태식은 거리에서 낯선 사람들에게 돈을 받고 자신을 때리게 하는 "인간 샌드백"으로 자신을 홍보한다. 공장과 저축, 가족까지 잃은 태식은 옥탑방에서 살며 길거리 싸움으로 연명한다. 아내는 이혼을 요구하고 아들은 감정적으로 거리를 두면서 태식은 절망에 빠진다. 그러던 중 신인왕 복싱 토너먼트 광고 포스터를 우연히 보게 되고, 이는 그에게 재기를 위한 마지막 기회를 잡도록 영감을 준다.
태식의 상황은 더욱 악화된다. 옛 지인인 원태가 돕겠다고 약속했지만, 태식의 돈을 훔쳐 달아나면서 속임수에 넘어간다. 굴욕감과 신체적인 고통에 시달리던 태식은 반복된 머리 외상으로 인한 초기 발병 치매 진단을 받는다. 더 이상 잃을 것이 없던 그는 원태에게 복싱 토너먼트에 참가하도록 도와달라고 애원한다. 놀랍게도 원태는 태식의 옛 복싱 인맥을 통해 참가 신청서를 위조하고 심지어 그의 코치가 되겠다고 제안하며 동의한다. 아들과 다시 관계를 맺고 싶다는 절박한 필요성에 동기를 부여받은 태식은 훈련을 시작한다.
한편, 유상환은 싸움과 좀도둑질로 살아가는 19세 비행 청소년이다. 그가 저지른 강도 사건이 우연히 노인의 죽음으로 이어지면서, 그는 소년원에서 5년형을 선고받는다. 그곳에서 교도소 직원은 그의 타고난 싸움 재능을 알아보고 그에게 복싱 팀에 합류하도록 권유한다. 처음에는 고군분투하며 권위에 저항하지만, 상환은 복싱에서 목적을 찾고 분노와 슬픔을 해소하기 시작한다. 특히 그의 아버지가 건설 현장 사고로 사망하고 할머니가 충격으로 쓰러진 후 더욱 그렇다.
가족을 위해 이기고 명예를 얻으려는 상환은 훈련에 전념하고 마침내 교도소 라이벌인 권록을 물리친다. 임시 휴가를 받은 그는 태식과 함께 신인왕 토너먼트에 참가한다. 두 선수가 각자의 방식으로 순위를 올리면서, 태식은 경험에 의존하고 상환은 연이은 녹아웃으로 승리하며 운명적인 결승전으로 다가간다. 그 과정에서 태식은 아들과 다시 관계를 맺고, 상환은 아버지와 할머니의 묘소를 찾아가 그들을 위해 이기겠다고 맹세한다.
태식과 상환은 6라운드 동안 치열하게 싸우며, 그들의 상반된 스타일과 동기는 그들을 한계까지 몰아붙인다. 상환은 간신히 판정승을 거둔다. 경기 후 그는 감정에 북받쳐 할머니를 포옹하고, 태식은 링 위에서 아들을 꼭 안아준다.

## 캐스팅
- 최민식 : 강태식 역
- 류승범 : 유상환 역
- 임원희 : 원태 역
- 변희봉 : 박 사범 역
- 나문희 : 할머니 역
- 기주봉 : 아버지 역
- 천호진 : 상철 역
- 안길강 : 교도주임 역
- 김수현 : 권록 역
- 오달수 : 용대 역
- 서혜린 : 선주 역
- 이준구 : 서진 역
- 황춘하 : 용진 역
- 구본웅 : 문빵 역
- 김영인 : 김 영감 역
- 차영옥 : 교복 엄마 역
- 홍석연 : 홍씨 역
- 김기천 : 일수쟁이 역
- 심재원 : 취조 형사 역
- 정인기 : 의사 역
- 김효선 : 쌍문동 효리 역
- 박준면 : 뚱녀 역
- 이원 : 얍삽남 역
- 이예원 : 서진 담임 역
- 류성훈 : 용대 부하 3 역
- 임주완 : 캐스터 역
- 이원석 : 링 아나운서 역
- 박주아 : 아침 방송 나레이터 역
- 김지훈 : 젊은 남자 역
- 김병옥 : 오 형사 역 (특별출연)
- 이정헌 : 교도소장 역 (특별출연)
- 정정훈 : 광호 역 (특별출연)
- 권용덕 : 복싱부10 역